# 1TYM
1TYM（원타임、ワンタイム）は、1998年にYGエンターテインメント(当時ヤングン企画)からデビューした韓国のヒップホップをメインとする4人組男性アイドルグループ。グループ名は「One time for your mind」の略である。
韓国アイドル界第1世代。2008年を最後に活動休止をしている。
(2017年6月現在)ファンクラブ名称は『HipHopVillage』。応援用風船を初めとした公式応援カラーは黒であったが途中から白い1TYMタオルを使用。

## 略歴
- 1998年1月、JINUSEANの英語のアルバム「The Real」のために練習生7名を集めMF Familyを結成。その後メンバー4人で編成し直し、1TYMとして再結成された。
- 1998年11月15日、ヤン・ヒョンソクが設立し、「MF企画」から改名した音楽事務所「ヤングン企画」（現YGエンターテインメント）の第1弾アーティストとしてデビュー。アルバム1集｢One Time for Your Mind」を発表[1]。作詞作曲・ラップメイク・振付をセルフプロデュースできるアイドルグループは当時としては珍しく、新人離れした実力により韓国の主要ヒットチャートで1位を獲得した[2]。
- 2000年4月 2集「2nd RoUnd」発表
- 2001年12月 3集「Third Time Fo Yo」Mind！」発表。2集まではヤン・ヒョンソクのプロデュースだったが、本作からTEDDYの全面プロデュースとなった。
- 2003年11月 4集「Once N 4 All」発表
- 2005年11月 5集「One Way」発表
- 2005年12月30日～　オ・ジンファンの入隊により暫定活動停止
- 2006年8月 YG10周年公演にてTEDDYを除いた3名で公演
- 2008年 BIGBANG日本公演にゲスト出演。現時点で、グループとして公に出た最後の活動とされている[3]。

## メンバー
| 名前                            | |
| ------------------------------- | --- |
| TEDDY(パク・ホンジュン/박홍준） | - 生年月日 : 1978年9月14日（46歳） - 出身地 : アメリカ合衆国 カリフォルニア州 - リーダー。作曲（主に後期）・メインラッパーを担当 - ソテジワアイドゥルの元バックダンサー - YGエンターテイメントのプロデューサーを経て、現在は同社の関連レーベルTHE BLACK LABELの社長。 |
| オ・ジンファン (오진환）        | - 生年月日 : 1978年7月6日（46歳） - 出身地 : 大韓民国 天安市 - 振付を担当 - 現在は日本式カレーレストラン「あびこ」をベッキョンと共同経営中。既婚。 |
| ソン・ベッキョン（송백경）      | - 生年月日 : 1979年4月12日（45歳） - 出身地 : 大韓民国 ソウル特別市 - 作曲（主に初期）・作詞・ラップを担当 - 1TYM活動休止後にSwi.T出身のイ・ウンジュ(Sechs Kiesのイ・ジェジンの妹)等とユニットグループ「ムガダン」にて活動(現在活動休止中) - 現在は声優として活動する傍ら、日本式カレーレストラン「あびこ」をジンファンと共同経営中。既婚。二男の父。 - 2023年、自転車で転倒し顔や肋骨を骨折。 |
| DANNY（イム・テビン/임태빈）    | - 生年月日 : 1980年5月6日（44歳） - 出身地 : アメリカ合衆国 カリフォルニア州 - メインボーカルを担当 - 現在はロサンゼルスに在住しており、MnetUSA等韓国人向けテレビ放送などで活動している。既婚。二児の父。 |

## 来日
- 1999年10月21日： 赤坂BLITZ「SuperStar from SEOUL 99」[9]